# Biaro Lama
Biaro Lama is een bestuurslaag in het regentschap Musi Rawas van de provincie Zuid-Sumatra, Indonesië. Biaro Lama telt 1367 inwoners (volkstelling 2010).